# Der Bogenschütze (Roman)
Der Bogenschütze ist ein Roman von Bernard Cornwell. Er wurde am 4. Juni 2001 in England von HarperCollins unter dem Titel Harlequin veröffentlicht. Andere Verlage sind:
- in Italien: Longanesi
- in Deutschland: Ullstein Verlag
- in Frankreich: Presse de la cité

Es ist das erste Buch einer Trilogie, die von den Abenteuern eines jungen Bogenschützen im Hundertjährigen Krieg handelt.

## Zusammenfassung
Die Handlung beginnt im Jahre 1342 im kleinen Fischerdorf Hookton an der südenglischen Küste. Es ist Ostern, und der achtzehnjährige Thomas bewacht mit vier anderen Männern traditionsgemäß die kleine Kirche des Dorfes vor dem Wüten der Tains und Goblins, Ungeheuer der englischen Folklore. Aber das friedliche Dasein des Dorfes wird am Morgengrauen durch die Landung bretonischer Ritter gestört, die die Frauen versklaven, die Männer töten und das Dorf verbrennen. Thomas kann sich retten, doch die Angreifer töten seinen Vater (den Pfarrer des Dorfes) und stehlen die in der Kirche verwahrte Lanze des Heiligen Georg. Thomas schwört, seine Familie und sein Volk zu rächen, und geht nach Frankreich, wo er sich unter den Befehl William Skeats stellt, des Kommandanten einer Einheit von Bogenschützen, die in der Bretagne kämpft.
England befindet sich im Hundertjährigen Krieg gegen Frankreich. So wird Thomas in den nächsten acht Jahren zu einem Soldaten, lernt schreckliche Feinde, treue Freunde und reizende, wenn auch gefährliche, Frauen kennen und gerät auf der Suche nach den Zerstörern seines Dorfes in eine Kette von Abenteuern, die ihn zu einem legendenumwobenen Geheimnis der gesamten Christenheit führen: dem Heiligen Gral.

## ISBN
- Der Bogenschütze, (Auf der Suche nach dem Heiligen Gral) ist unter verschiedenen ISBN erhältlich:
- ISBN 3-548-60950-3.
- ISBN 3-548-26393-3.
- ISBN 978-3-548-26393-9.
- Weltbildverlag